# Perai
Perai là một thị trấn thuộc trung tâm huyện Seberang Perai, Seberang Perai, Penang, Malaysia. Nó nằm ở bờ phía nam của sông Perai và giáp với thị trấn Butterworth ở phía bắc. Thị trấn Perai đã đặt tên cho khu đô thị Seberang Perai rộng lớn hơn, nửa đất liền của bang Penang.
Khu vực này được biết với tên Perai bởi Công ty Anh Quốc Đông Ấn vào năm 1800. Con sông Perai như ranh giới giữa lãnh thổ Anh mới mua lại và Kedah ở phía bắc. Một tuyến đường sắt được xây dựng giữa Perai và Perak vào những năm 1890, giúp Perai thành nơi lưu thông cho việc xuất khẩu thiếc. Perai bắt đầu công nghiệp hóa mạnh vào cuối thế kỷ 20.
Ngày nay, Perai là địa điểm nơi có một khu công nghiệp cùng tên, cũng như thị trấn Seberang Jaya liền kề. Thị trấn được kết nối với Đảo Penang qua cầu Penan, cùng một số cơ sở của Cảng Penang.

## Tên gọi
Một thị trấn ở Perai nằm ở cửa sông Perai lấy tên từ đường thủy. Sau khi Công ty Anh Quốc Đông Ấn mua lại khu vực này vào năm 1800, con sông này được biết đến bằng tiếng Thái là Prai (RTGS: ปลาย), có nghĩa là "kết thúc". Con sông Perai hình thành biên giới giữa tỉnh Wellesley của Anh và bang Xiêm của Kedah do đó đánh dấu giới hạn cực nam của Xiêm. Trong bản đồ Anh quốc, bờ phía Nam của sông Perai là Prye.

## Giáo dục
Có chín trường tiểu học, năm trường trung học, một trường quốc tế và một trường đại học tư nhân.
Trường tiểu học
| - SRK St Mark - SRK Jalan Baharu - SRK Khir Johari | - SRK Seberang Jaya - SRK Seberang Jaya 2 - SRK Taman Inderawasih | - SRJK (C) Chung Hwa 3 - SRJK (T) Perai - SRJK (T) Ladang Prye |

Trường trung học
| - SMK Pauh Jaya - SMK Perai - SMK Taman Inderawasih | - SMK Tun Hussein Onn - SMK Seberang Jaya |

Trường quốc tế
- Chinese Taipei School Penang

Trường cao đẳng tư thục
- Open University Malaysia[22]

Ngoài các trường này, Seberang Jaya còn có thư viện Bang Penang- thư viện công cộng chính của Bang Penang.

## Giao thông

### Đất liền
Jalan Perusahaan Perai là tuyến đường chính ở Perai. Con đường này được liên kết với cầu sông Prai, trải dài theo chiều rộng của sông Perai giữa Perai và Butterworth. Trong khi đó đường cao tốc Bắc- Nam chạy qua khu phố Seberang Jaya.

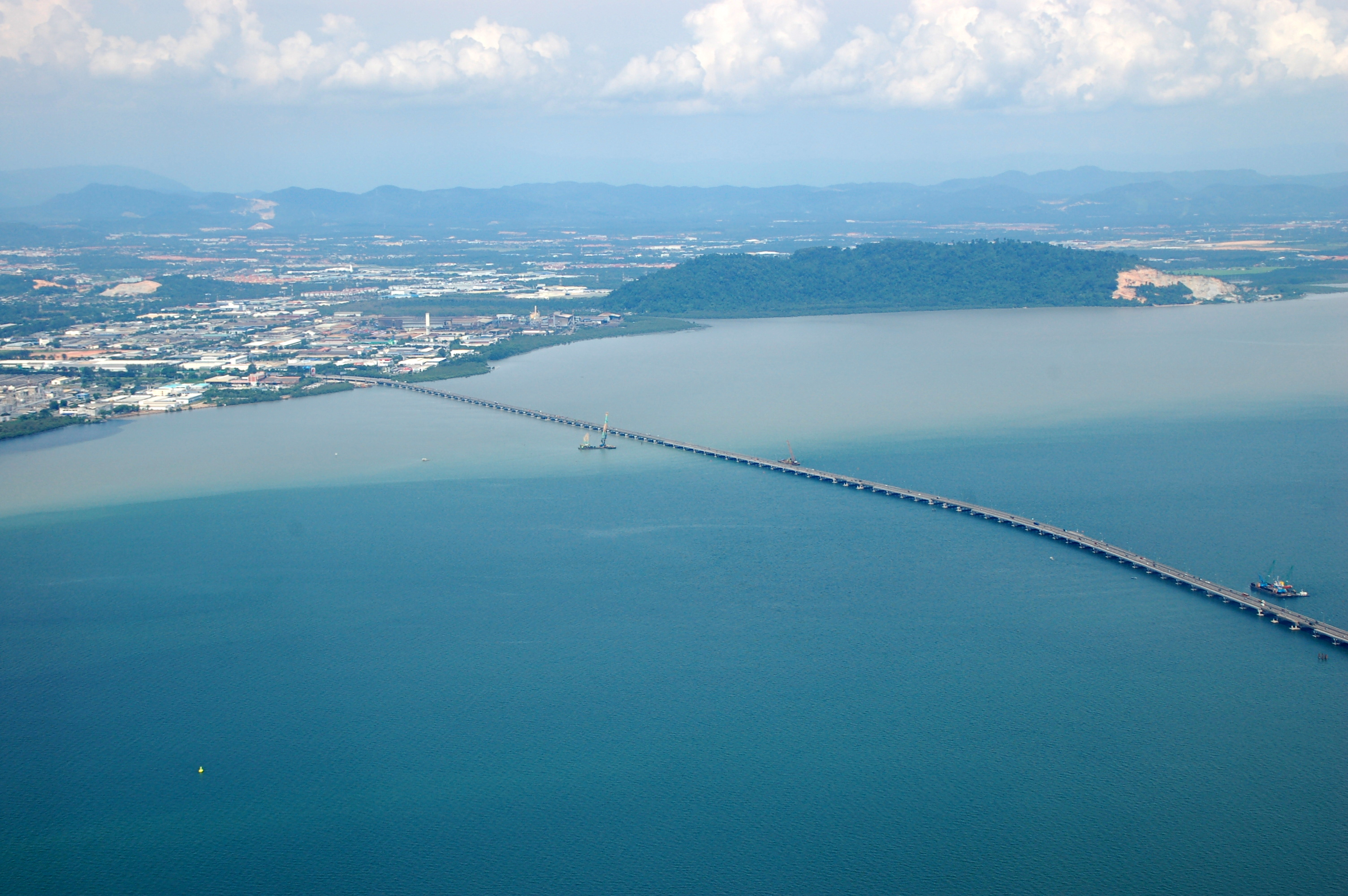
Cầu Penang nối Perai với đảo Penang

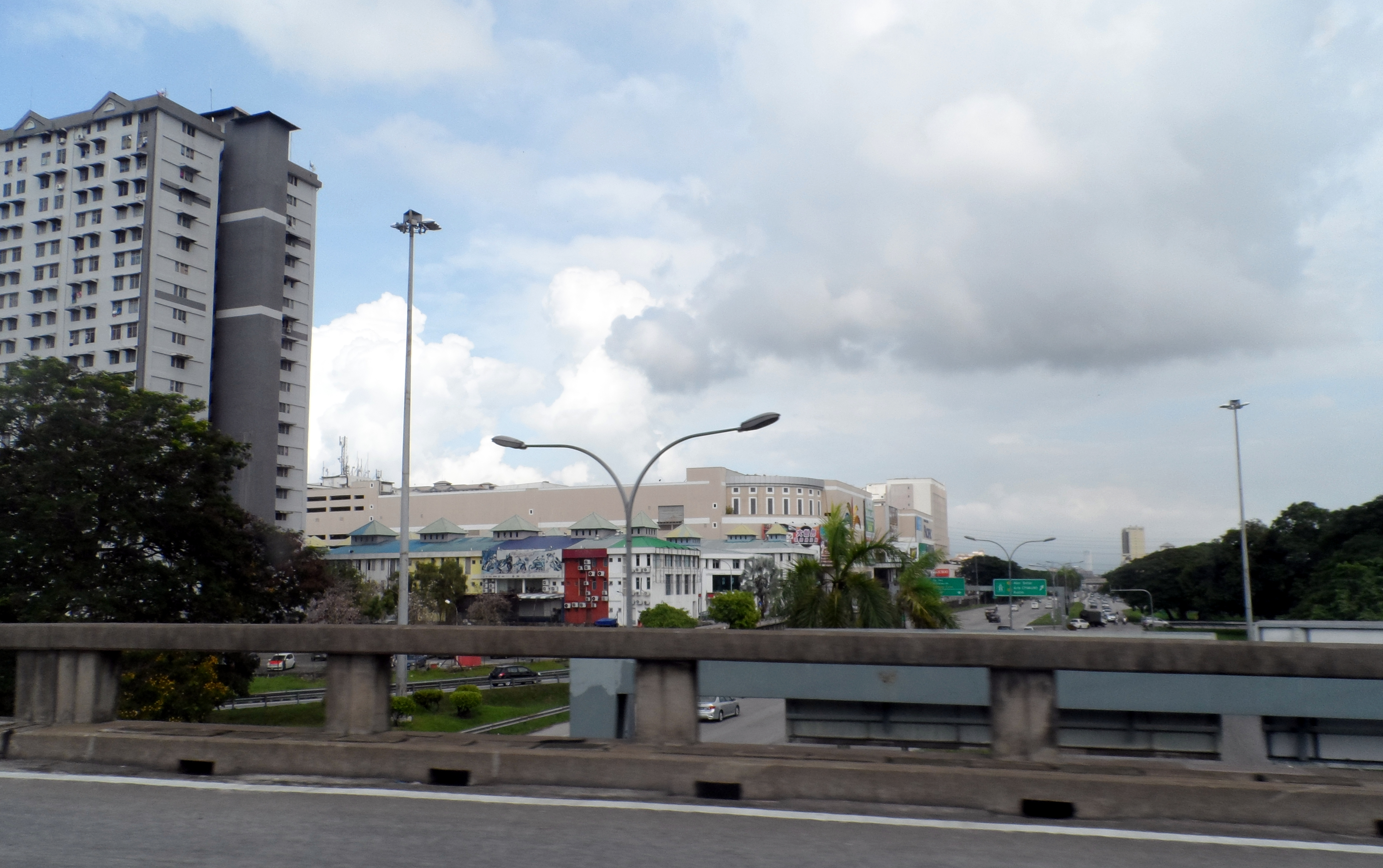
Jalan Baru ở Perai

Cầu Penang được khánh thành vào 1985, liên kết Perai với Gelutor ở Đảo Penang.
Xe buýt Penang nhanh mang số 701, 703, 709 và 801 phục vụ cư dân của Perai, kết nối thị trấn với Butterworth, Bukit Mertajam và Nibong Tebal. Ngoài ra, Penang cũng cung cấp dịch vụ xe buýt nhanh Bridge Express Shuttle Transit (BEST) đi đến Bayan Lepas thuộc Đảo Penang, phục vụ chủ yếu cho các công nhân làm việc ở khu công nghiệp cùng dịch vụ xe buýt liên tiểu bang đến thị trấn Sungai Petani ở bang Kedah gần đó.

### Biển
Cảng Penang có hai cơ sở ở Perai là Perai Bulk Cargo Terminal và Perai Wharves.